# Церква Рівноапостольного Князя Володимира Великого (Бучач)
Церква Святого Рівноапостольного Великого Князя Володимира в Бучачі — парафіяльний храм у місті Бучач (Тернопільська область, Україна). Використовується вірними Православної церкви України. Адреса храму — вул. Бандери, 23.

## Історія
Парафію зареєстровано 15 грудня 1994 року.
Храм розпочали будувати 4 липня 1999 року.
18 вересня 2016 року об 11.00 розпочалась Архиєрейська літургія освячення храму, іконостасу та ікон, яку очолив єпископ Тернопільський, Кременецький і Бучацький Нестор (Писик).